# Andi Ruetz
Andreas „Andi“ Ruetz (* 8. April 1975 in Innsbruck) ist ein ehemaliger österreichischer Naturbahnrodler. Mit seinem Bruder Helmut bildete er das erfolgreichste Doppelsitzerpaar der 1990er-Jahre. Sie wurden einmal Weltmeister, dreimal Europameister und gewannen mit insgesamt 15 Rennsiegen viermal den Gesamtweltcup. Zudem wurden sie dreimal Österreichische Staatsmeister.

## Karriere
Ruetz maturierte 1994 am Oberstufenrealgymnasium Innsbruck und absolvierte danach ein Studium der Rechtswissenschaften an der Universität Innsbruck. Von 1990 bis 1995 nahm er an den Junioreneuropameisterschaften teil. Seine größten Erfolge dabei waren der Gewinn der Silbermedaille im Doppelsitzer mit Herbert Pilz bei der Junioreneuropameisterschaft 1992 in Stange und der Gewinn der Goldmedaille im Einsitzer bei der Junioreneuropameisterschaft 1994 in Längenfeld. Bei seiner ersten Weltmeisterschaft 1992 in Bad Goisern erzielte er mit seinem Bruder Helmut den sechsten Platz im Doppelsitzer.
Im Weltcup, der im Winter 1992/1993 erstmals ausgetragen wurde, startete er ebenfalls mit seinem Bruder Helmut im Doppelsitzer. Sie zählten von Beginn an zu den erfolgreichsten Doppelsitzerpaaren und konnten gleich das erste Weltcuprennen am 13. Dezember 1992 in Rautavaara gewinnen, womit sie in der Saison 1992/1993 den dritten Platz im Gesamtweltcup erreichten. Im Winter 1993/1994 blieben sie zwar ohne Sieg, erreichten aber wieder den dritten Rang in der Gesamtwertung, punktegleich mit den Italienern Roland Niedermair und Hubert Burger. Bei der Weltmeisterschaft 1994 in Gsies wurden sie Fünfte im Doppelsitzer. Andi Ruetz startete auch im Einsitzer und wurde Zwölfter.
In der Saison 1994/1995 konnten sie mit zwei Siegen in Kreuth und Stein an der Enns sowie zwei zweiten Plätzen zum ersten Mal den Doppelsitzer-Gesamtweltcup für sich entscheiden. Sehr erfolgreich waren sie auch bei der Europameisterschaft 1995 in Kandalakscha, wo sie ihren ersten Europameistertitel gewannen. Im Einsitzer belegte Andi Ruetz den zwölften Rang. Zudem wurden sie 1995 auch zum ersten Mal Österreichische Staatsmeister im Doppelsitzer. Diesen Titel gewannen sie in den Jahren 1997 und 1999 weitere zwei Mal.
Im Winter 1995/1996 siegten die Ruetz-Brüder in fünf von sechs Weltcuprennen, womit sie ihren Gesamtweltcupsieg mit klarem Vorsprung wiederholen konnten. Bei der Weltmeisterschaft 1996 in Oberperfuss wurden sie allerdings von ihren Landsmännern Reinhard Beer und Herbert Kögl auf Platz zwei verwiesen. Im Einsitzer schied Andi Ruetz aus. In der Saison 1996/1997 gewannen Andreas und Helmut Ruetz ein Weltcuprennen in Obdach, wurden dreimal Zweite und zweimal Dritte. Im Gesamtweltcup erreichten sie damit hinter dem Doppel Beer/Kögl, das drei Saisonsiege feierte, den zweiten Platz. Bei der Europameisterschaft 1997 in Moos in Passeier gelang ihnen die erfolgreiche Titelverteidigung. Im Einsitzer wurde Andi Ruetz Elfter.
Im Winter 1997/1998 konnte das Duo Ruetz/Ruetz mit zwei Siegen in Sölden und Oberperfuss und weiteren drei Podestplätzen wieder den Gesamtweltcupsieg für sich verbuchen. Den größten Erfolg ihrer Karriere feierten sie bei der Weltmeisterschaft 1998 in Rautavaara, als sie vor den Italienerin Manfred Gräber und Hubert Burger sowie den Österreichern Reinhard Beer und Herbert Kögl Weltmeister im Doppelsitzer wurden.
In der Saison 1998/1999 konnten die Brüder mit vier Siegen in Sölden, Bad Goisern, Canale d’Agordo und Aurach zum vierten Mal den Gesamtweltcup für sich entscheiden. Diese Zahl an Gesamtsiegen konnte bis heute kein anderes Doppelsitzerpaar erreichen. Außerdem wurden sie bei der Europameisterschaft 1999 in Szczyrk zum dritten Mal in Folge Europameister, was bis dahin noch keinem Doppelsitzer gelungen war. Erst von 2004 bis 2008 gewannen die Russen Pawel Porschnew und Iwan Lasarew auch dreimal hintereinander die Europameisterschaft.
Nach diesen Erfolgen beendete Andi Ruetz seine sportliche Karriere, um sich fortan seiner beruflichen Tätigkeit zu widmen.

## Sportliche Erfolge
(wenn nicht anders angegeben, Doppelsitzer gemeinsam mit Helmut Ruetz)

### Weltmeisterschaften
- Bad Goisern 1992: 6. Doppelsitzer
- Gsies 1994: 5. Doppelsitzer, 12. Einsitzer
- Oberperfuss 1996: 2. Doppelsitzer
- Rautavaara 1998: 1. Doppelsitzer

### Europameisterschaften
- Kandalakscha 1995: 1. Doppelsitzer, 12. Einsitzer
- Moos in Passeier 1997: 1. Doppelsitzer, 11. Einsitzer
- Szczyrk 1999: 1. Doppelsitzer

### Junioreneuropameisterschaften
- Železniki 1990: 4. Doppelsitzer
- Kandalakscha 1991: 4. Doppelsitzer, 10. Einsitzer
- Stange 1992: 2. Doppelsitzer (mit Herbert Pilz), 8. Einsitzer
- Rautavaara 1993: 6. Einsitzer
- Längenfeld 1994: 1. Einsitzer
- Saint-Marcel/Fénis 1995: 4. Einsitzer

### Weltcup
- 4× Gesamtweltcupsieg im Doppelsitzer in den Saisonen 1994/1995, 1995/1996, 1997/1998 und 1998/1999
- 1× 2. Gesamtrang im Doppelsitzer in der Saison 1996/1997
- 2× 3. Gesamtrang im Doppelsitzer in den Saisonen 1992/1993 und 1993/1994
- 32 Podestplätze in Weltcuprennen, davon 15 Siege:

| Datum             | Ort               | Land        | Disziplin    |
| ----------------- | ----------------- | ----------- | ------------ |
| 13. Dezember 1992 | Rautavaara        | Finnland    | Doppelsitzer |
| 5. Februar 1995   | Kreuth            | Deutschland | Doppelsitzer |
| 12. Februar 1995  | Stein an der Enns | Österreich  | Doppelsitzer |
| 27. Dezember 1995 | Rautavaara        | Finnland    | Doppelsitzer |
| 30. Dezember 1995 | Rautavaara        | Finnland    | Doppelsitzer |
| 19. Jänner 1996   | Landskron         | Österreich  | Doppelsitzer |
| 21. Jänner 1996   | Landskron         | Österreich  | Doppelsitzer |
| 4. Februar 1996   | Latsch            | Italien     | Doppelsitzer |
| 9. Februar 1997   | Obdach            | Österreich  | Doppelsitzer |
| 23. November 1997 | Sölden            | Österreich  | Doppelsitzer |
| 25. Jänner 1998   | Oberperfuss       | Österreich  | Doppelsitzer |
| 6. Dezember 1998  | Sölden            | Österreich  | Doppelsitzer |
| 17. Jänner 1999   | Bad Goisern       | Österreich  | Doppelsitzer |
| 24. Jänner 1999   | Canale d’Agordo   | Italien     | Doppelsitzer |
| 5. Februar 1999   | Aurach            | Österreich  | Doppelsitzer |

### Österreichische Meisterschaften
- Österreichischer Staatsmeister im Doppelsitzer 1995, 1997 und 1999